# 山本薫 (アラブ文学者)

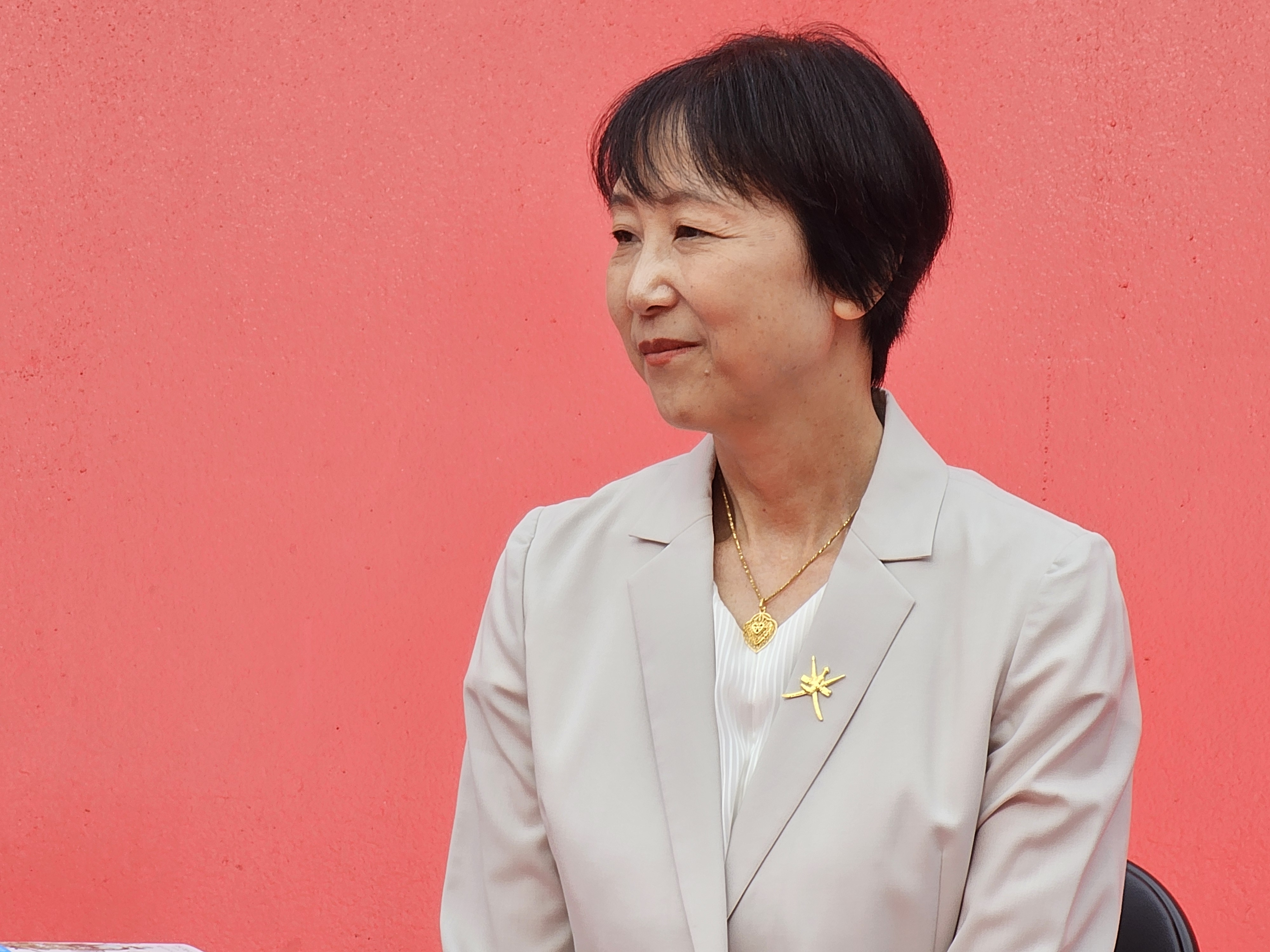
2025年

山本 薫（やまもと かおる、1968年7月 - ）は、日本のアラブ文学研究者。
慶応義塾大学総合政策学部准教授、博士（文学）。

## 略歴
1992年、東京外国語大学外国語学部アラビア語学科卒業、シリア、エジプトへの留学を経て、2002年、東京外国語大学大学院地域文化研究科博士後期課程修了。
2008年4月より東京外国語大学大学院地域文化研究科中東・イスラーム研究教育プロジェクト助教、2009年4月、改組により配置換え、2010年3月まで同大学世界言語社会教育センター教育プロジェクト支援部門助教。東京外国語大学、一橋大学、日本女子大学、立教大学等の非常勤講師を歴任し、2019年より慶応義塾大学総合政策学部専任講師、2024年より准教授。

## 著作
- 「ハイファの作家、エミール・ハビービー：都市の記憶としての文学」『日本中東学会年報』23-2号（2008年1月）、171-191頁
- 「ハビービーの血脈」『en-taxi』17号、138-139頁、2007年3月
- （共著）『ワールドカルチャーガイド21　エジプト』トラベルジャーナル、220頁、2001年
- （翻訳）エミール・ハビービー著『悲楽観屋サイードの失踪にまつわる奇妙な出来事』作品社、237頁、2006年12月[1]
- （共編）『言語文化とコミュニケーション』慶應義塾大学総合政策学部、2023年2月
- （翻訳）アダニーヤ・シブリー著『とるに足りない細部』河出書房新社、2024年 ISBN 9784309209098